# Edward Fondamiński

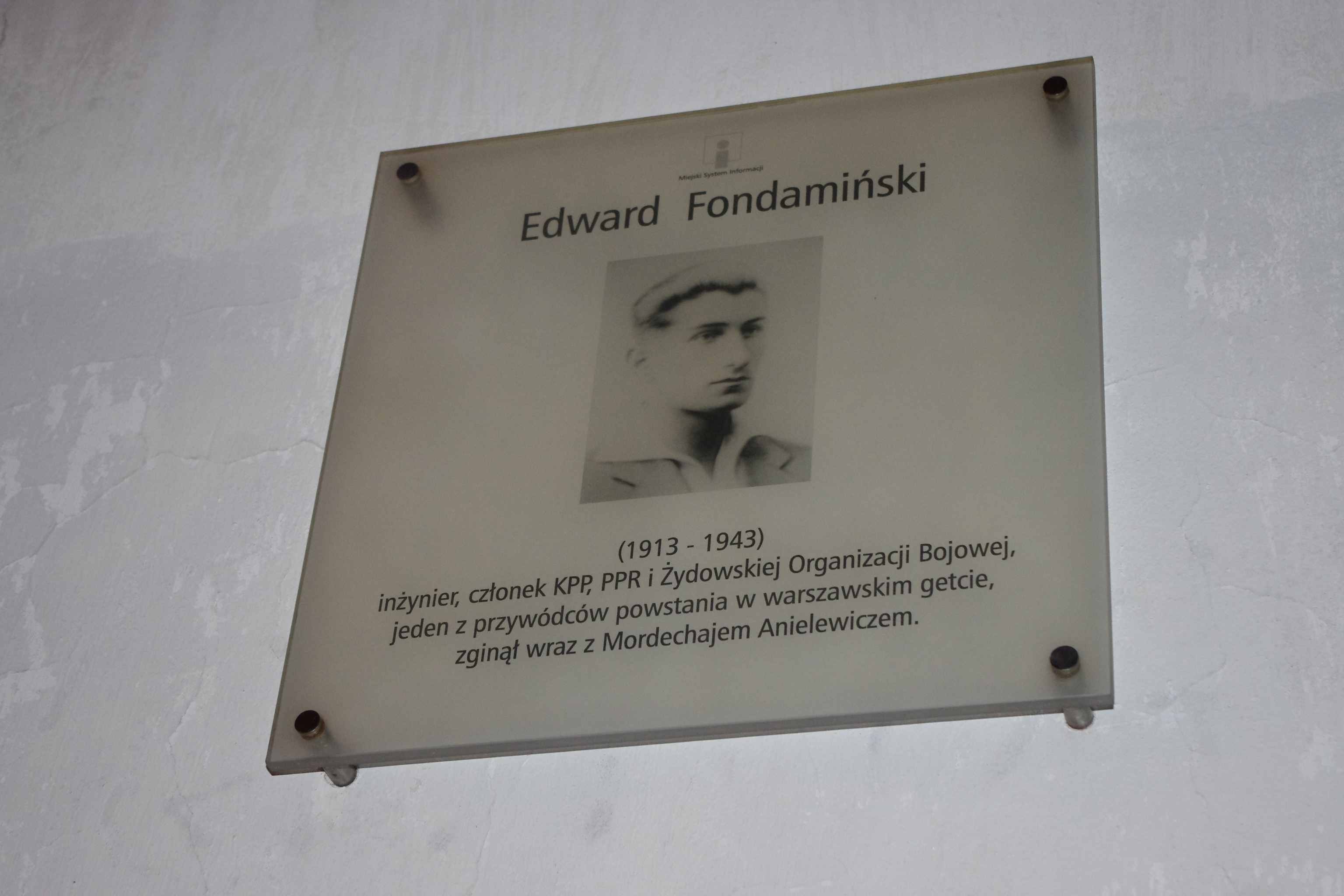
Tablica Miejskiego Systemu Informacji upamiętniająca Edwarda Fondamińskiego

Edward Efraim Fondamiński (ur. 1910, zm. 8 maja 1943 w Warszawie) – polski inżynier i polityk żydowskiego pochodzenia, działacz ruchu oporu w getcie warszawskim, uczestnik powstania w getcie warszawskim.

## Życiorys
W sierpniu 1936 ukończył Politechnikę Warszawską (Wydział Elektryczny). Podczas studiów należał do akademickiej organizacji Pochodnia, a od 1934 do OMS „Życie”, która wówczas połączyła się z Pochodnią. W tym czasie został również aktywnym członkiem Komunistycznego Związku Młodzieży Polski, a następnie Komunistycznej Partii Polski. Brał czynny udział w akcjach politycznych tych organizacji.
Po wybuchu II wojny światowej wyjechał do Lwowa. W 1941, po zajęciu Lwowa przez Niemców, wraz z żoną Lubą, b. członkiem KPP, wrócił do Warszawy. Został przesiedlony do warszawskiego getta, gdzie po zamordowaniu Josefa Finkelsztajna-Lewartowskiego zastąpił go na stanowisku sekretarza Komitetu Dzielnicy Polskiej Partii Robotniczej. W styczniu 1943 obsługiwał komórkę PPR w Centosie.
Był członkiem Żydowskiego Komitetu Koordynacyjnego i Żydowskiej Organizacji Bojowej. Zginął śmiercią samobójczą 8 maja 1943 razem z ponad setką bojowców ŻOB w bunkrze przy ul. Miłej 18.
29 kwietnia 1947 został pośmiertnie odznaczony Krzyżem Srebrnym Orderu Virtuti Militari nadanym przez władze Polski Ludowej.
Od 16 maja 1963 patron ulicy na Nowym Mieście w Warszawie.